# Kiranipura
Kiranipura è una suddivisione dell'India, classificata come census town, di 4.941 abitanti, situata nel distretto di Ajmer, nello stato federato del Rajasthan. In base al numero di abitanti la città rientra nella classe VI (meno di 5.000 persone).

## Geografia fisica
La città è in pratica un sobborgo di Ajmer, presso la stazione di polizia di Alwar Gate situata a 26° 26' 43 N e 74° 38' 54 E.

## Società

### Evoluzione demografica
Al censimento del 2001 la popolazione di Kiranipura assommava a 4.941 persone, delle quali 2.525 maschi e 2.416 femmine. I bambini di età inferiore o uguale ai sei anni assommavano a 584, dei quali 285 maschi e 299 femmine. Infine, coloro che erano in grado di saper almeno leggere e scrivere erano 3.652, dei quali 2.065 maschi e 1.587 femmine.